# Hiroya Nodake
Hiroya Nodake (野嶽 寛也 Nodake Hiroya?), född 3 december 2000 i Kagoshima prefektur, är en japansk fotbollsspelare.
Nodake började sin karriär 2018 i Kagoshima United FC.